# Olympisch Paleis (Tbilisi)
Het Olympisch Paleis (Georgisch: ოლიმპიური სასახლე) is een multifunctioneel sportstadion, gelegen in Tbilisi, Georgië.

## Geschiedenis
Het complex werd gebouwd ter gelegenheid van het Europees Jeugd Olympisch Festival, dat in 2015 in Tbilisi werd georganiseerd. Het Olympisch Paleis werd op 13 juli 2015 officieel geopend door de premier van Georgië, Irakli Garibasjvili. Het complex omvat twee grote hallen die verschillende sporten kunnen huisvesten. Het Olympisch Paleis kan ook dienst doen als concerthal. Het diende ook als locatie voor het Junior Eurovisiesongfestival 2017 en het Junior Eurovisiesongfestival 2025.